# Arbre de l'oubli
Arbre de l'oubli est un roman écrit en français par l'écrivaine franco-canadienne Nancy Huston publié le 3 mars 2021 aux éditions Actes Sud. Il traite du destin et de la quête, à Ouidah, des origines béninoises d'une jeune métisse afro-américaine,.

## Éditions
- Actes Sud, 2021  (ISBN 978-2-330-14691-7).